# Jun Azumi
Jun Azumi (安住 淳, Azumi Jun, né le 17 janvier 1962 dans le bourg d'Oshika, autrefois partie du district rural du même nom et aujourd'hui de la ville d'Ishinomaki dans la préfecture de Miyagi) est un homme politique japonais du parti démocrate du Japon et membre de la Chambre des représentants.

## Biographie

### Jeunesse et études
Jun Azumi est le fils d'un militaire japonais. Il est admis à l'université Waseda, où il étudie au sein de la School of Political Science and Economics. Il obtient son diplôme en 1985. 

### Parcours professionnel
Il travaille à la NHK de 1985 à 1993. Il est élu à la Chambre des représentants pour la première fois cette année-là comme indépendant, et rejoint par la suite le PDJ. 
Il est nommé ministre des Finances du gouvernement de Yoshihiko Noda le 2 septembre 2011.
Le 24 septembre 2012, Azumi annonce quitter son poste de ministre afin de prendre celui de Secrétaire général adjoint du parti après les élections. Le 1er octobre 2012, lors du remaniement gouvernemental, Kōriki Jōjima lui succède en tant que ministre des Finances.